# Universidad Nacional de San Antonio Abad del Cusco

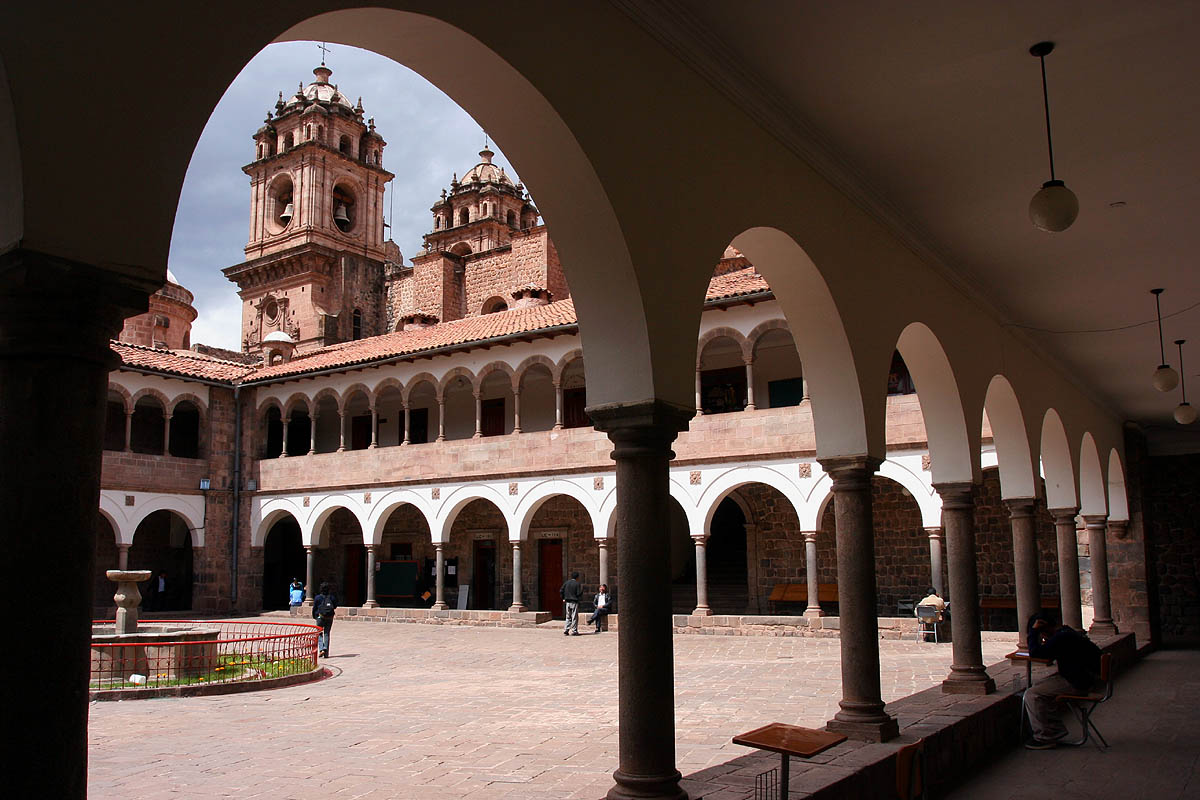
Gebäude der Universidad Nacional

Die Universidad Nacional de San Antonio Abad del Cusco (UNSAAC, St. Antonius Abbas National Universität Cusco) ist eine staatliche peruanische Universität mit Sitz in Cusco.

## Geschichte
Die Universität wurde 1692 gegründet. Sie ist damit eine der ältesten Universitäten des Landes. 
Es gibt 24 Fakultäten mit 37 Lehrstühlen und wird von ca. 15.000 Studenten besucht.

## Absolventen
(Auswahl)
- José Luis Bustamante y Rivero (1894–1989), Präsident von Peru 1945–1948
- Valentín Paniagua (1936–2006), Interimspräsident von Peru nach Alberto Fujimoris Rücktritt im November 2000